# Diphascon rugocaudatum
Diphascon rugocaudatum är en djurart som tillhör fylumet trögkrypare, och som först beskrevs av Rodriguez Roda 1952.  Diphascon rugocaudatum ingår i släktet Diphascon och familjen Hypsibiidae. Inga underarter finns listade i Catalogue of Life.